# اللغة الإنجليزية القديمة
الإنجليزية العتيقة أو الإنجليزية القديمة (بالإنجليزية: Old English) وتسمى أيضًا الأنجلوسكسونية (بالإنجليزية: Anglo-Saxon)  هي الشكل المبكر للغة الإنجليزية التي كانت تستعمل في ما هو الآن إنجلترا وجنوب وشرق اسكتلندا في العصور الوسطى المبكرة وتحديدًا بين عامي 425 و1066م. أتت هذه اللغة إلى بريطانيا عن طريق المستوطنين الأنجلوسكسونيين في القرن الخامس على الأرجح. وكانت أولى الأعمال الأدبية الموثقة بها مسجلة ومؤرخة في القرن السابع ميلادي. بعد غزو النورمان عام 1066 استُبدلت الإنجليزية لمدة من الزمن وأصبحت الفرنسية النورمانية لغة الطبقات العليا والنبلاء في البلاد وعندها بدأ الاحتكاك بين اللغتين وتأثرت الإنجليزية بها كثيرًا وهذا التأثر أدى إلى ظهور شكل آخر يعرف بالإنجليزية الوسطى.

## معنى المصطلح
إنغليسك (Englisc)، وهو المصطلح الذي اشتق منه اسم اللغة الإنجليزية الحديثة (English)، ويعني في اللغة الإنجليزية القديمة «متعلق بالأنجلز» أو ينتمي إليهم، والأنجلز واحدة من القبائل الجرمانية التي غزت أجزاء من بريطانيا العظمى في القرن الخامس. خلال القرن التاسع، تمت الإشارة إلى جميع القبائل الجرمانية الغازية على أنهم أنجلز. وقد تم افتراض أن اللغة حصلت على اسمها انطلاقًا من هذا.
نظرية أخرى تقول أن هذا المصطلح اشتق من المصدر (angling) والتي يعني الصيد. فربما تم تسمية الأنجلز باسمهم لأنهم كانوا من صيادي الأسماك أو كانوا أصلًا، وبالتالي فإن إنجلترا تعني «أرض الصيادين»، واللغة الإنجليزية ستكون «لغة الصيادين».

## التطور
في منتصف القرن الخامس الميلادي بدأت جماعات قبائل الإنجلز والساكسون والغوث بالنزوح من مواطنهم الأصلية في سهول شمال أوروبا (ما بين شمال ألمانيا وهولندا الحاليتين) إلى جزيرة بريطانيا مالئين الفراغ الجيوسياسي الذي حل بها بعد قرار الرومان المفاجئ بالانسحاب منها، دافعين أمامهم الشعوب التي كانت تسكن الجزيرة من قبلهم إلى الغرب والشمال، بينما استقروا هم في الجنوب. باندماج المكونات الثقافية للقبائل الوافدة ظهرت الإنجليزية القديمة التي تأثرت بلغة أسلافهم الفايكنج الذين احتلو معظم السواحل الشرقية للجزيرة البريطانية في القرن الثامن.
في عام 1066م، غزا النورمان إنجلترا قادمين من إقليم نورماندي على السواحل الفرنسية المقابلة. كانت الطبقة الحاكمة النورمانية تتحدث لهجة فرنسية قديمة متأثرة بالنرويجية، فأصبحت لغتهم لمئات السنين هي لغة الحديث ومن قبلها لغة الإدارة والقانون في إنجلترا. عندما عادت الإنجليزية لغة للحديث في العصور الوسطى، كانت قد اكتسبت الكثير من مقومات اللغات اللاتينية عن طريق النورمانية والفرنسية، وأصبحت أبعد كثيرًا عن أصولها الجرمانية مما كانت عنه الأنجلوساكسونية.
ولذلك تختلف نطق الحروف الصائتة في الأبجدية اللاتينية المستعملة في الإنجليزية عن صوتهم في اللغات الأوربية الأخرى. في القرن الخامس عشر، وقع ما يسمى التغيير الصائتي الكبير (Great Vowel Shift)، وكانت تغيير أصوات معظم الحركات، كما يلي:
- آ> أَيْ
- اَي> إِي
- إِي> آيْ
- أَو> أُو
- أُو> آو

## اللهجات
لا ينبغي أن تعتبر اللغة الإنجليزية القديمة كيانًا واحدًا متجانسًا، تمامًا كما الإنجليزية الحديثة فهي أيضًا ليست متجانسة. وقد ظهر مع مرور الوقت العديد من لهجات ولغات القبائل المستعمرة، وفقط في الفترة الأنجلوسكسونية اللاحقة كان يمكن اعتبار هذه اللغة لغة وطنية واحدة. حتى ذلك الحين، أظهرت اللغة الإنجليزية القديمة الكثير من الاختلاف المحلي والإقليمي، وبعض آثارها لا تزال تُلاحظ في اللهجات الإنجليزية الحديثة.
وكانت أشكال اللهجات الرئيسية الأربعة للغة الإنجليزية القديمة هي ميرسيان، نورثومبريان، كنتيش، وساكسون الغربية. يشار إلى ميرسيان ونورثومبريان معًا باسم الأنغليان. من الناحية الجغرافية منطقة نورثمبريا تقع شمال نهر همبر؛ مرسيا تقع شمال نهر التايمز وجنوب نهر همبر؛ منطقة لهجة الساكسونسة الغربية تقع جنوب غرب نهر التايمز. ومنطقة كنتيش أو كنت تقع جنوب شرق نهر التايمز وهذه الزاوية الصغيرة من إنجلترا منطقة كنتيش، التي استقر فيها الجوت من جوتلاند، لديها بعض البقايا الأدبية.
كل من هذه اللهجات الأربع ارتبطت بمملكة مستقلة في هذه الجزيرة. من هذه، نورثمبريا جنوب تاين، ومعظم ميرسيا، تم تجاوزها من قبل الفايكنج خلال القرن التاسع. الجزء من ميرسيا تم الدفاع عنه بنجاح إضافة إلى كينت كاملة، ثم تم دمجها في ويسكس من طرف ألفريد الكبير. ومنذ ذلك الوقت، أصبحت لهجة وست ساكسون (التي أصبحت تعرف الآن باسم ويست ساكسون المبكرة) موحدة كلغة الحكومة، وكأساس للعديد من أعمال الأدب والمواد الدينية المنتجة أو المترجمة من اللاتينية في تلك الفترة.
يبدو أن المعيار الأدبي اللاحق المعروف باسم «أواخر لهجة ساكسون الغربية»، وإن كان متمركزًا في نفس المنطقة من البلاد، لم ينحدر مباشرة من لهجة ألفريد المبكرة.
نظرًا لمركزية السلطة وغزوات الفايكنغ، هناك سجل مكتوب بلهجات غير لهجة غرب ويسيكس بعد توحيد ألفريد. واستمرت كتابة بعض النصوص المرسية، وتأثير الميرسيان واضح في بعض الترجمات التي تم إنتاجها في إطار برنامج ألفريد، وكثير منها تم إنتاجها من قبل دارسين مرسيان. ومن المؤكد أن لهجات أخرى كان لا يزال يتم التحدث بها، كما يتضح من الاختلاف المستمر بين اللهجات التي تلتها في الإنجليزية الوسطى والحديثة. في الواقع، ما أصبح الأشكال القياسية للغة الإنجليزية الوسطى واللغة الإنجليزية الحديثة تنحدر من لهجة مرسيان بدلًا من غرب ساكسون، في حين أن الاسكتلندية تطورت من لهجة نورثمبريان. وقد كان يعتقد لمرة واحدة أنه نظرًا لموقعها في قلب مملكة ويسيكس، فإن الآثار المترتبة على اللهجة الأنجلو ساكسونية، والمفردات والتعابير كانت محفوظة بشكل أفضل في لهجة أقصى غرب البلاد.

## تأثير اللغات الأخرى

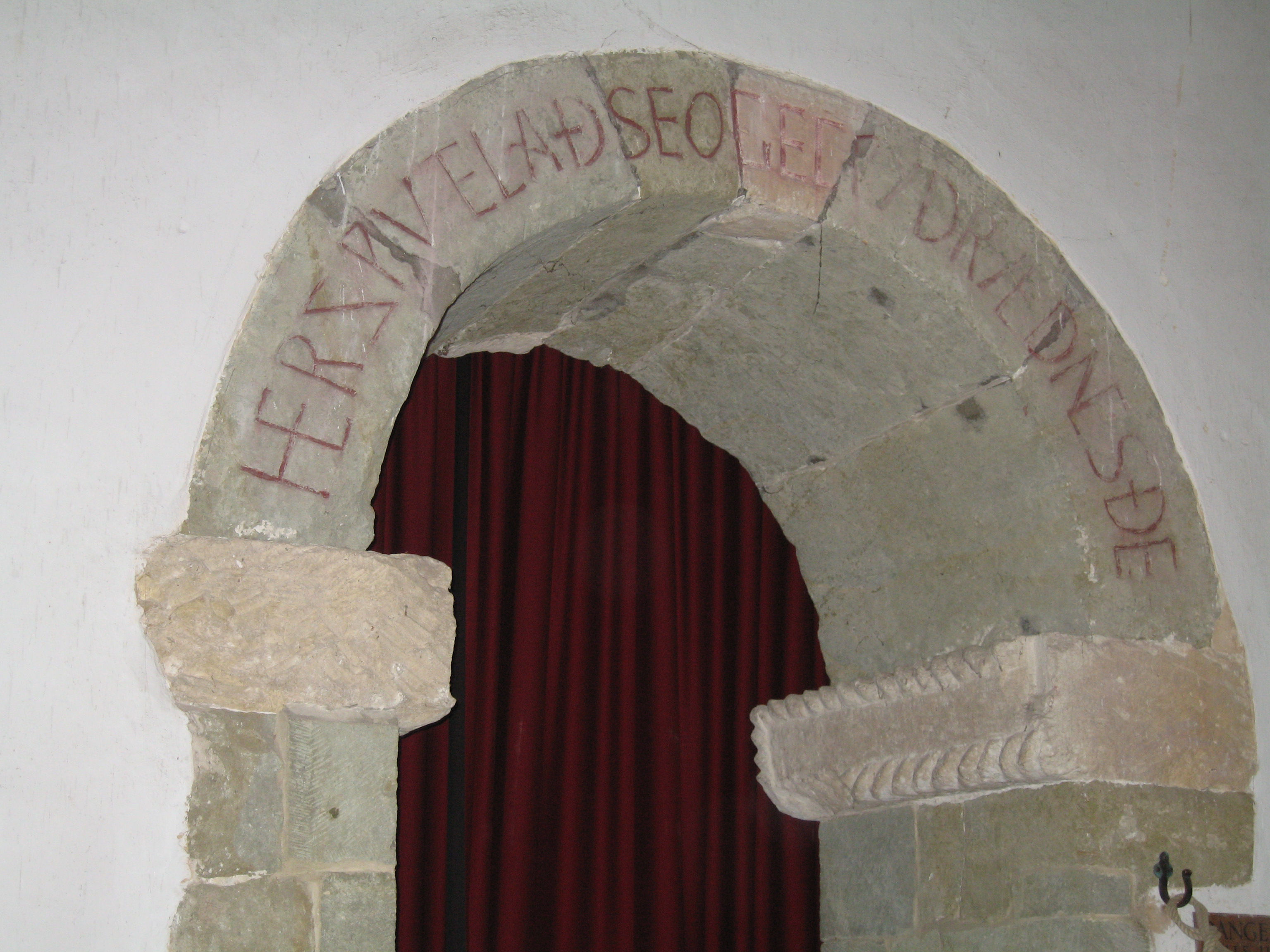
كنيسة أبرشية سانت ماري، بريامور، هامبشير: نقش باللغة الإنجليزية القديمة فوق قوس الرواق الجنوبي، والذي يترجم إلى "هنا تتجلى لك الكلمة".

ويبدو أن لغة المستوطنين الأنجلوسكسونيين لم تتأثر بشكل كبير باللغات السلتية البريطانية الأصلية التي تقلصت مناطقها إلى حد كبير. عدد الكلمات المستعارة من اللغة السلتية التي أدخلت في اللغة هو صغير جدًا. ومع ذلك، فقد قدمت اقتراحات مختلفة بشأن التأثير المحتمل الذي قد يكون أثرت فيه هذه اللغة على التطورات في بناء الجملة الإنجليزية في فترة ما بعد اللغة الإنجليزية القديمة.
اللغة الإنجليزية القديمة تحتوي على عدد معين من الكلمات المستعارة من اللاتينية، التي كانت اللغة العلمية والدبلوماسية المشتركة في أوروبا الغربية. من الممكن أحيانًا إعطاء تواريخ تقريبية لاقتراض الكلمات اللاتينية الفردية استنادًا إلى أنماط تغيير الصوت التي خضعوا لها. بعض الكلمات اللاتينية قد اقترضت بالفعل في اللغات الجرمانية قبل الأنجلز وأجداد الساكسون قبل أن يغادروا أوروبا إلى بريطانيا. وأدخل المزيد من الكلمات المستعارة عندما تحولت الأنجلو- ساكسون إلى المسيحية وأصبح الكهنة الناطقون باللغة اللاتينية مؤثرين. كما كان التأثير من خلال المبشرين المسيحيين الايرلنديين فقد أدخلت الأبجدية اللاتينية وتم تكييفها لكتابة الإنجليزية القديمة، لتحل محل نظام الأحرف الرونية في وقت سابق. ومع ذلك، فإن أكبر نقل من اللاتينية (أساسًا الفرنسية القديمة) للكلمات إلى اللغة الإنجليزية وقعت بعد فتح النورمان عام 1066، وبالتالي في اللغة الإنجليزية الوسطى بدلًا من فترة اللغة الإنجليزية القديمة.
وكان للغة النوردية القديمة تأثير كبير، فقد كانت مصدرًا كبيرًا للكلمات المستعارة فقد كانت على اتصال مع الإنجليزية القديمة عن طريق الحكام الاسكندنافيين والمستوطنين خلال الغزو الدنماركي أواخر القرن التاسع، وأثناء حكم نوت والملوك الدنماركيين الآخرين في أوائل القرن الحادي عشر. العديد من أسماء الأماكن في شرق وشمال إنجلترا هي من أصل اسكندنافي. الاستعارات النوردية نادرة نسبيًا في الأدب الإنجليزي القديم، وهي في الغالب مصطلحات متعلقة بالحكومة والإدارة. ومع ذلك، كان المعيار الأدبي يستند إلى اللهجة الغربية الساكسونية، بعيدًا عن المنطقة الرئيسية من النفوذ الاسكندنافي. قد يكون تأثير النوردية أكبر في اللهجات الشرقية والشمالية. بالتأكيد في النصوص الإنجليزية الوسطى، والتي غالبًا ما تقوم على اللهجات الشرقية، يصبح تأثير النوردية قوي واضح. اللغة الإنجليزية الحديثة تحتوي على عدد كبير، والكلمات التي اقترضت من النوردية القديمة، والتبسيط النحوي الذي حدث بعد فترة اللغة الإنجليزية القديمة غالبًا ما يعزى إلى تأثير النوردية.
تأثير النوردية القديمة ساعد بالتأكيد على نقل اللغة الإنجليزية من لغة اصطناعية على طول سلسلة متصلة إلى ترتيب أكثر تحليلا للكلمة، والنوردية القديمة على الأرجح كان لها تأثير أكبر على اللغة الإنجليزية من أي لغة أخرى. وقد أدى حرص الفايكنج في دانيلاو على التواصل مع جيرانهم الأنجلو ساكسونيين الجنوبيين إلى حدوث احتكاك أدى إلى تآكل النهايات المعقدة للكلمات. يقول سيمون بوتر: «كان تأثير الاسكندنافية على نهايات الإنكليزية غير متسارع، الذي كان يرتديها بعيدًا، واستواء الأشكال النحوية التي انتشرت تدريجيًا من الشمال إلى الجنوب، وكان تأثيرها على كل شيء تأثيرًا إيجابيًا. كان الكسب أكبر من الخسارة، وكان هناك كسب في المباشرة، والوضوح، والقوة».
قوة تأثير الفايكنغ على اللغة الإنجليزية القديمة يبدو من حقيقة أن العناصر التي لا غنى عنها من اللغة مثل الضمائر، وأشكال، ومقارنة، والحالات برونونال (مثل "وبالتالي" و "معًا")، وأدوات العطف وحروف الجر - تظهر التأثير الدنماركي أكثر وضوحًا. أفضل دليل على التأثير الاسكندنافي في الاقتراض يظهر في كلمة واسعة، كما يشير جيسبرسين، لا توجد نصوص في أي من الدول الاسكندنافية أو في شمال إنجلترا من هذا الوقت لإعطاء بعض الأدلة على التأثير على بناء الجملة. التغيير إلى اللغة الإنجليزية القديمة من النوردية القديمة كان موضوعيًا، متفشيًا، وذا طابع ديمقراطي. كانت اللغة النوردية القديمة واللغة الإنجليزية القديمة تشبه بعضها البعض بشكل وثيق مثل أبناء عمومة، ومع بعض الكلمات المشتركة، فهم أصحاب اللغتين بعضهم البعض تقريبًا؛ في الوقت الذي ذابت فيه الانعكاسات وظهر النمط التحليلي. ومن الأهمية بالإمكان أن ندرك أن اللغة الإنجليزية والاسكندنافية تختلف في العديد من الكلمات بشكل رئيسي في عناصرها التصريفية. وكانت الكلمة هي الكلمة نفسها تقريبًا في اللغتين إلا أن النهايات فقط من شأنها أن تضع عقبات في طريق التفاهم المتبادل في المجتمعات المختلطة التي كانت موجودة في دانيلا وهذه النهايات يجب أن تؤدي إلى الكثير من الارتباك، وتميل تدريجيًا لتصبح غامضة وفقدت أخيرًا". أدى هذا المزج بين الشعوب واللغات إلى "تبسيط قواعد اللغة الإنجليزية".

## نظام الكتابة

مجموعة الحروف الرونية المستعملة قبل الأبجدية اللاتينية

كتبت اللغة الإنجليزية القديمة لأول مرة بالحروف الرونية، المكونة من 24 حرف جرماني، وزيدت خمسة حروف أخرى تستخدم لتمثيل أصوات العلة الأنجلوسكسونية، ثم استبدل هذا النظام ليكتب بالحروف اللاتينية ورغم ذلك قد أضيفت حروف أخرى لتعبر عن أصوات غير موجودة في اللغة اللاتينية.

## مميزاتها
كانت لغة تتميز بالحرية في التصرف بترتيب الكلمات، على عكس الإنجليزية الحديثة. تنتمي إلى فرع اللغات الجرمانية، وترتبط ارتباطًا وثيقًا بالفريزية القديمة، بالإضافة إلى التأثيرات من أسلافها الجرمانية النوردية القديمة والسكسونية العتيقة.

## الأعمال الأدبية
من أهم الأعمال الأدبية المتبقية والتي وصلت إلينا هي قصيدة بيولف الملحمية، السجلات الأنجلوسكسونية وهي تسجيل للتاريخ الإنجليزي المبكر، فرانكس كاسكت أو تابوت فرانكس وهي قطعة أثرية منقوشة بالحروف الرونية وبعض التجسيمات بالإضافة إلى ترنيمة كيدمون وهي قصيدة دينية مسيحية قديمة. وهناك العديد من الأعمال النثرية المسجلة مثل الوثائق القانونية والإدارية والأعمال العلمية وترجمات من الكتاب المقدس بهذه اللغة. ورغم هذا يعتبر الشعر قلب الأدب الإنجليزي القديم.
تقريبًا جميع الكتاب الأنجلوسكسون مجهولون مع بعض الاستثناءات مثل بيد وكدمون. كدمون هو أول شاعر إنجليزي معروف باسمه وقد عمل في دير ويتبي.

## محاولة الإحياء
مثل اللغات التاريخية الأخرى، قد استخدمت اللغة الإنجليزية القديمة من قبل العلماء والمتحمسين في فترات لاحقة لخلق نصوص إما تقليدًا للأدب الأنجلوسكسوني أو نقل إلى سياق ثقافي مختلف. ومن الأمثلة على ذلك أليستير كامبل وجيه. أر.أر. تولكين. وهناك عدد من المواقع المكرسة للوثنية الحديثة والتاريخية لإعادة تقديم المواد المرجعية والمنتديات التي تعزز الاستخدام النشط للغة الإنجليزية القديمة. هناك أيضًا النسخة الإنجليزية القديمة من ويكيبيديا. ومع ذلك، وجد تحقيق واحد أن العديد من النصوص الإنجليزية القديمة الجديدة التي نشرت على الإنترنت لا تشبه قليلًا اللغة التاريخية ولها العديد من الأخطاء النحوية الأساسية.

## وصلات خارجية
- مترجم من الإنجليزية إلى الإنجليزية العتيقة
- حروف ابجدية الإنجليزية العتيقة
- Bosworth & Toller, An Anglo-Saxon dictionary - قاموس الإنجليزية العتيقة
- Bosworth & Toller, An Anglo-Saxon dictionary Application - تحميل قاموس الإنجليزية العتيقة